# Oława (stacja kolejowa)
Oława – stacja kolejowa w Oławie, w województwie dolnośląskim, w Polsce. Według klasyfikacji PKP ma kategorię dworca regionalnego. Stacja jest stacją graniczną tzw. dużej aglomeracji wrocławskiej, Dolnośląskiej Kolei Aglomeracyjnej na linii kolejowej nr 132. Jest to najstarsza czynna stacja kolejowa w Polsce.

## Ruch pasażerski
| Rok  | Wymiana pasażerska na dobę |
| ---- | -------------------------- |
| 2017 | 1 700                      |
| 2022 | 2 800                      |
| 2023 | 3 400                      |

## Modernizacja
W dniu 21 kwietnia 2009 roku uroczyście przekazano do eksploatacji stację Oława po zakończeniu kontraktu „Modernizacja linii kolejowej E 30 na odcinku Opole-Wrocław-Legnica”.
Modernizacja objęła prawie 10 km toru i sieci trakcyjnej. Przebudowa obiektu objęła również  most nad rzeką Oławą i wiaduktu drogowy, a nowym elementem w krajobrazie stacji są ekrany ochronne.
Inwestycja realizowana w ramach modernizacji Linii E 30 Opole-Wrocław-Legnica uwzględniła historyczny charakter stacji, obsługującej pasażerów od 1842, w którym uruchomiono pierwszą na Dolnym Śląsku trasę kolejową Wrocław-Oława. Tym samym ten budynek jest najstarszą na terenie obecnej Polski stacją kolejową znajdującą się w aktywnej jeszcze służbie i eksploatacji.
Kontrakt za kwotę ponad 66 milionów zł realizowały: Przedsiębiorstwo Robót Kolejowych i Inżynieryjnych we Wrocławiu S.A., DOLKOM Dolnośląskie Przedsiębiorstwo Napraw Infrastruktury Komunikacyjnej, Przedsiębiorstwo Robót Komunikacyjnych w Krakowie S.A.

## Galeria

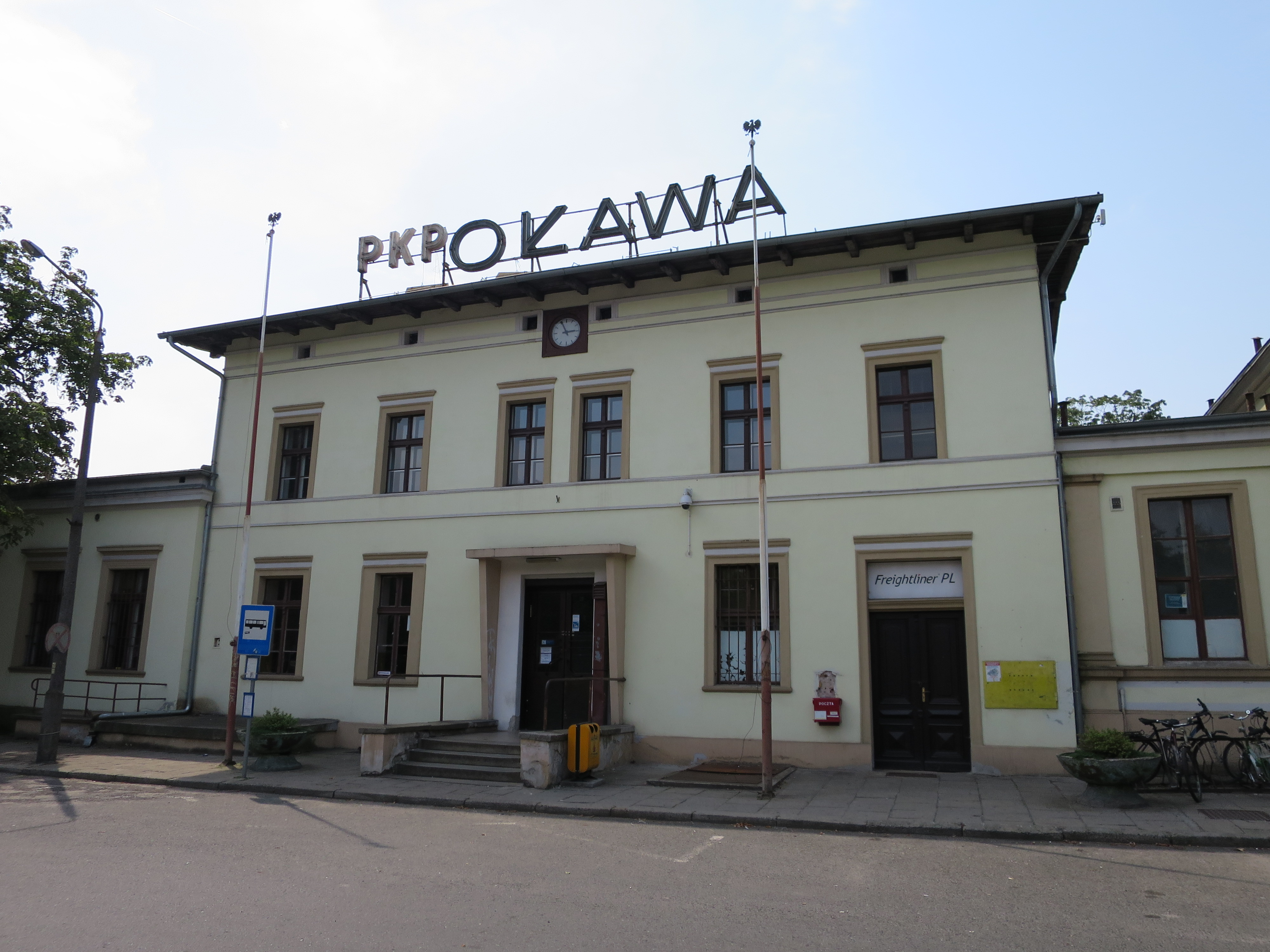
Wejście na dworzec
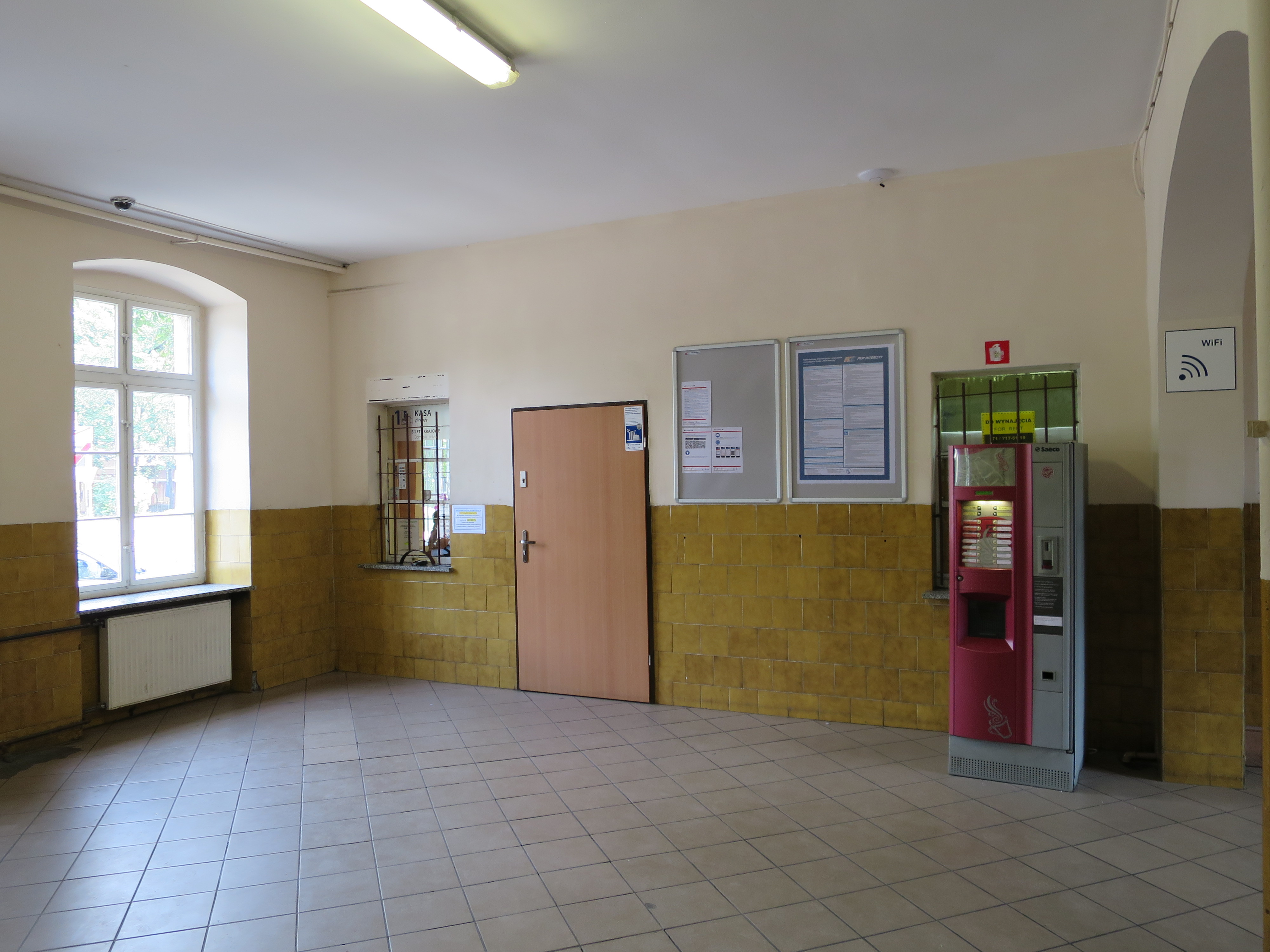
Wnętrze
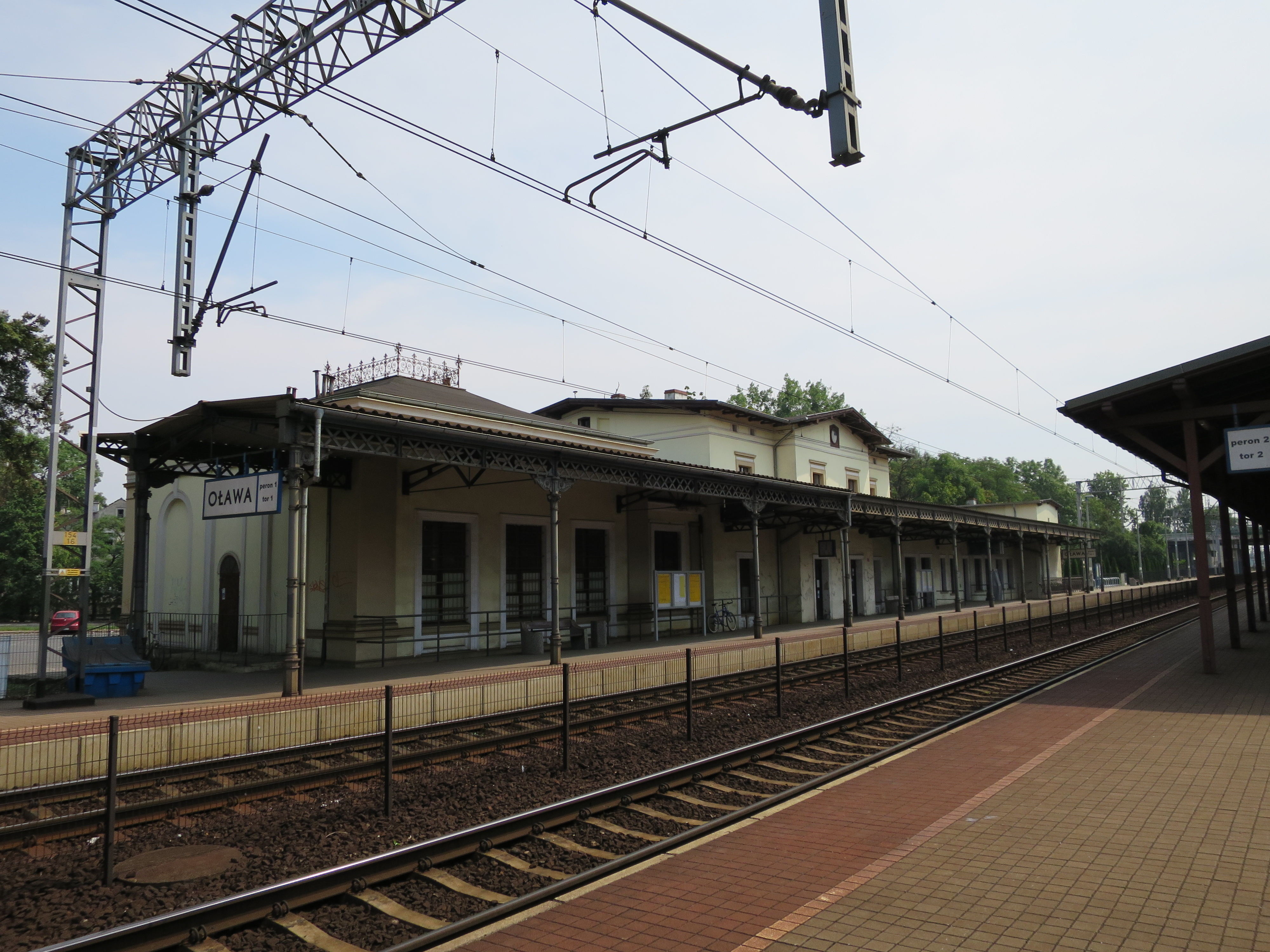
Od strony peronów
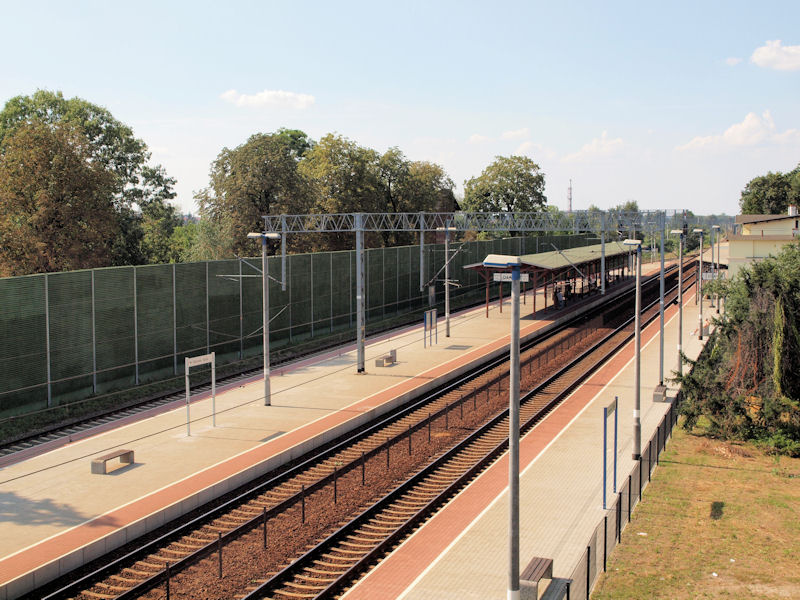
Widok ogólny stacji
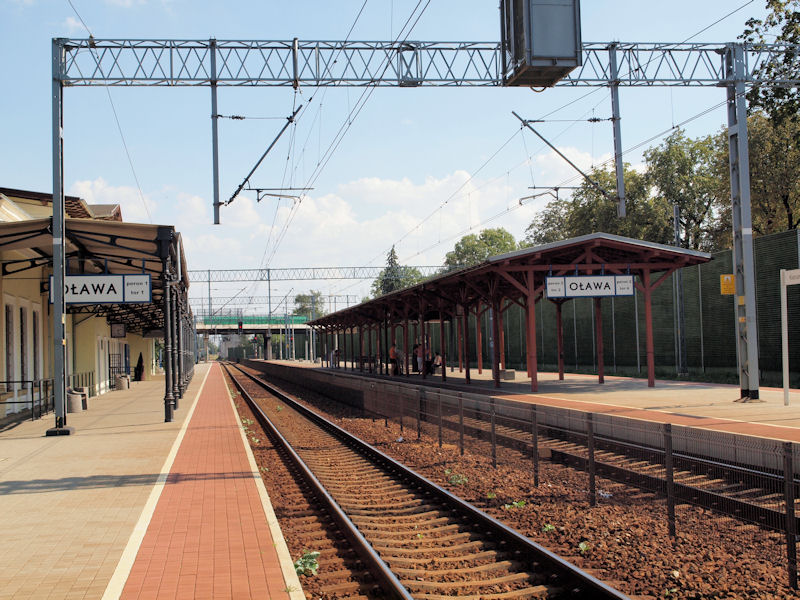
Perony
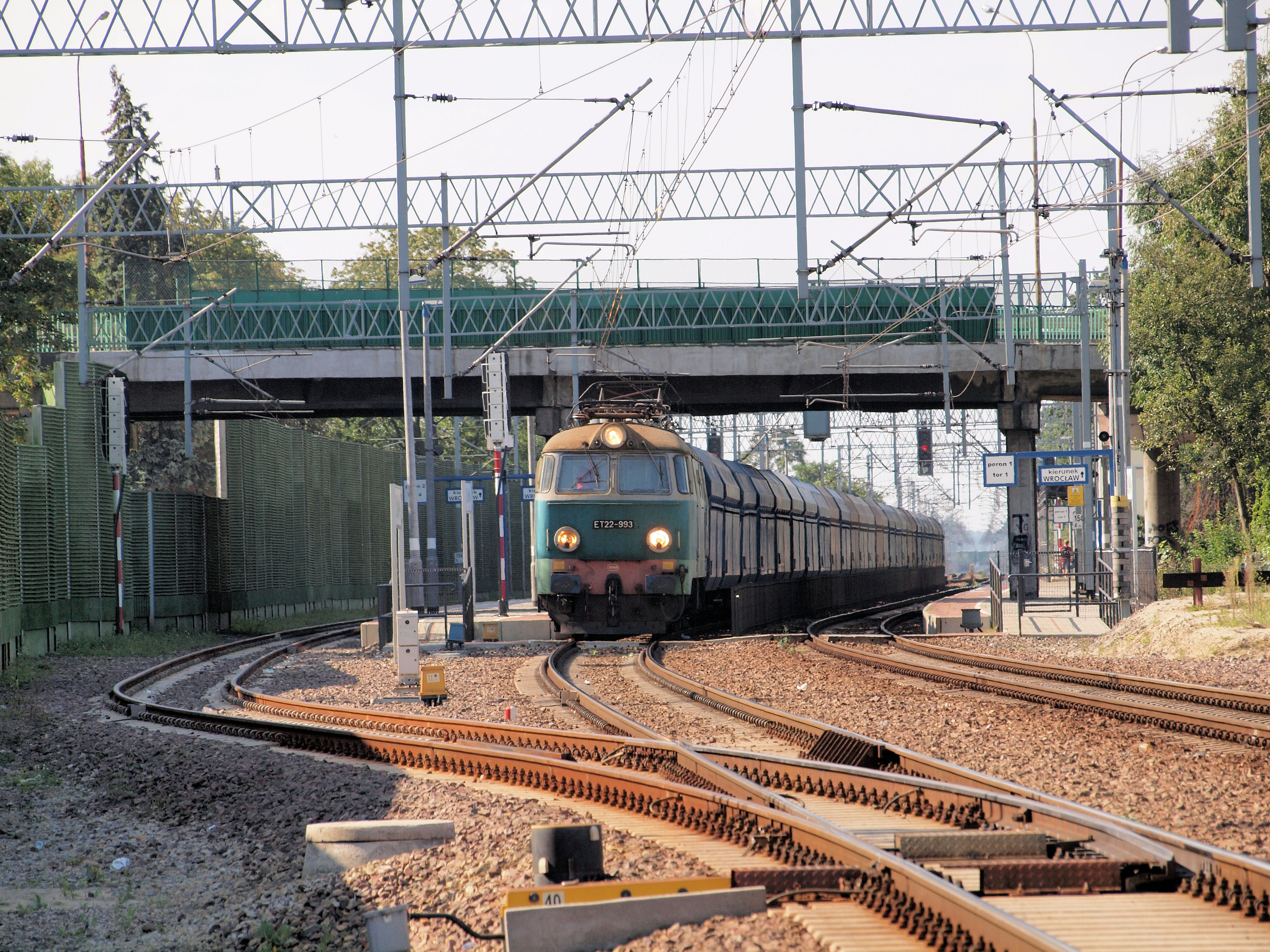
Wiadukt nad torami
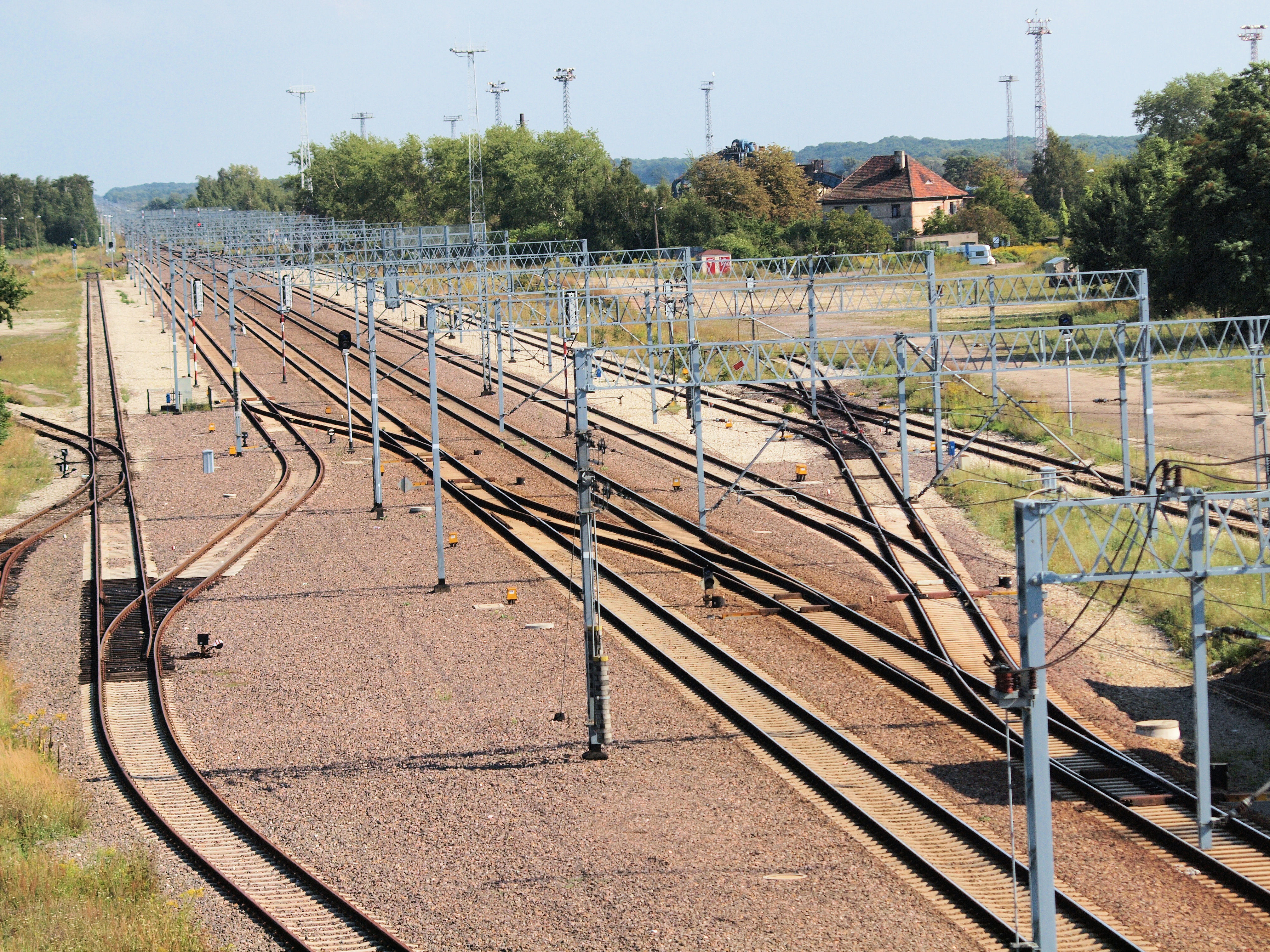
Układ torowy